# Comunismo de guerra
El comunismo de guerra (en ruso: Военный коммунизм, romanizado: Voienny kommunizm) fue el sistema económico y político que existió en las áreas del extinto Imperio ruso durante gran parte de la guerra civil rusa. La implementación de este sistema  duró desde el invierno de 1918 hasta la primavera de 1921. 
La nueva autoridad revolucionaria, el gobierno del Sovnarkom, introdujo la política en el invierno de 1918, como respuesta ante la escasez de grano en las ciudades y para mantener al Ejército Rojo.
La dirección económica, y por tanto del comunismo de guerra, estuvo a manos del Consejo Superior de Economía, conocido como Vesenjá (VSNJ), que se fundó en diciembre de 1917.
Esta política fue adoptada por los bolcheviques con el objetivo de mantener a las ciudades y al Ejército Rojo atendiéndolos de armas y alimentos.

## Antecedentes
El gobierno bolchevique se enfrentaba a múltiples problemas de aprovisionamiento de productos agrícolas, a causa de la Revolución rusa, la reacción contrarrevolucionaria y de la inestabilidad originada durante el gobierno provisional.
Durante el periodo de 1916 e inicios de 1917, hubo una clara crisis de alimentos causada por la retención del grano por parte de los campesinos al ver que el mecanismo del mercado libre quedaba destruido. Los campesinos dejaron de abastecer a las ciudades. De hecho, se sabe que la Revolución de Febrero empezó en las filas de aprovisionamiento de pan.
Después de tres años de luchar en la Gran Guerra, muchos campesinos se refugiaron en los bosques para eludir el reclutamiento obligatorio. Gran parte de ellos fueron fusilados o sus familias fueron convertidas en rehenes para obligarlos a salir de sus escondites. También, los campesinos rechazaron a menudo la intromisión de los bolcheviques, un poder cuyas ideas consideraban extrañas por provenir de la ciudad.
Durante 1918, las regiones de Ucrania, el norte del Cáucaso, los Urales y el oeste de Siberia estaban en manos del Ejército Blanco. Dichas regiones producían más del 60 % de los granos cosechados en 1916. Lo que implicó más desabasto.
El gobierno soviético había heredado una estructura industrial con fuertes contrastes: algunas ramas de la industria pesada estaban muy concentradas, contrario a las empresas pequeñas que estaban muy dispersas.
Hay una serie de políticas y movimientos políticos que sirven para explicar el fundamento y el seguimiento de las políticas implementadas en el comunismo de guerra: 
- Marzo de 1917: se impuso el monopolio agrícola estatal por parte del Gobierno provisional.[1]
- Después de la Revolución de febrero, en parte en forma espontánea, en parte alentados por los bolcheviques, proliferaron los comités de obreros que asumieron la conducción de las plantas fabriles, cuyo volumen de producción se desplomó. Este descenso resultó de una combinación de factores: era difícil obtener materias primas y combustibles y la disciplina de los trabajadores era menor debido a la inestabilidad política y administrativa.[5]
- Junio: se propone darle autonomía regional a Ucrania.[6]
- Octubre: se promulgan decretos sobre la paz, la tierra y la prensa.[6]
- 8 de noviembre: se promulga el Decreto sobre la tierra. El cual abole la propiedad privada ante la ley; permite la incautación y redistribución de tierras y bienes de la monarquía y el clero entre los campesinos; asigna planes de reasentamiento y distribución de las tierras entre los desposeídos; y le da al Estado revolucionario ruso la propiedad de los recursos minerales y de la orografía del territorio.
- Diciembre: nacionalización de los bancos. Invasión soviética a Ucrania y consolidación de la República Soviética de Ucrania.[6] Creación del Consejo Superior de Economía, conocido como Vesenjá (VSNJ);[3] los bolcheviques reconocieron el control obrero en las empresas, pero simultáneamente crearon el Vesenjá para fijar normas generales de organización productiva. La política del Vesenjá estaba encaminada a nacionalizar las grandes empresas y conciliar con los propietarios para que colaboraran en la recuperación del aparato productivo. Sin embargo, la presencia conjunta de la antigua administración y los comités obreros duró muy poco.[5]

- 12 de enero de 1918: el III Congreso Panruso de los Soviets ratifica la Declaración de los derechos del pueblo trabajador y explotado.[7] Con esta declaración, se da sustento legal para que: la República Soviética de Rusia se transforme en la Federación de Repúblicas Soviéticas nacionales, y las naciones que la integran puedan decidir formar parte o no de la federación; sumado a los cambios legales anteriores, se le otorgue legalmente el máximo poder de decisión y organización a los soviets; se instituya la obligación de trabajar a toda persona capaz de hacerlo, a menos que sea demasiado viejo para hacerlo, en cuyo caso se le daría una pensión; y se desarme a los propietarios que tengan armas para distribuirlas entre el campesinado y el proletariado y así formar el Ejército Rojo.
- 19 de febrero: se escribe la Ley Fundamental de la Socialización de la Tierra.[6] En este documento se da base legal a que: quien trabaje la tierra sea quien tenga el derecho de cultivarla y usarla; que el derecho de trabajar la tierra sea para cualquiera independientemente de su sexo, su nacionalidad o su raza; quien no pueda trabajar por alguna razón de salud o de vejez, reciba cuidado del Estado; la administración de los recursos de la tierra sean administrados por los soviets; que El excedente se le entregue al Estado; y que el Estado, en sus organismos locales, se encargue de promover la agricultura e implementar mejoras técnicas, tecnológicas y científicas.
- Junio: Constitución de un gobierno socialrevolucionario en Samara. Decreto sobre los comités de los aldeanos pobres. Se llevó a cabo una campaña para nacionalizar varias industrias de gran escala[6] como respuesta a la creciente anarquía en las fábricas y las urgencias planteadas por la guerra civil. Sin embargo, la nacionalización se encontró con problemas derivados de la dependencia que tenían las pequeñas y medianas industrias de las grandes.[5]
- Verano: se decretó que los campesinos situados en regiones clave de producción deberían entregar el excedente de los granos cosechados a cambio de bienes manufacturados. Sólo los campesinos que hubieran dado el excedente podrían usar los molinos estatales.[1]
- Finales de verano: las tensiones entre el campesinado y las autoridades bolcheviques volvieron, debido al desvío de campesinos y caballos al Ejército rojo.[1]
- En el mismo año se llevó a cabo la llamada "Revolución agraria" que era la redistribución de tierra cultivable para pasarla a manos de campesinos pobres. La Revolución agraria falló en resolver la escasez causada por la sobrepoblación rural y además hizo que el campo regresara a la calidad de la comuna arcaica con sus métodos ineficientes.[1]
- Noviembre: se proclama la República Soviética de Estonia.[6]
- Diciembre: Instauración de las Repúblicas Soviéticas de Lituania y Letonia.[6]

## Políticas

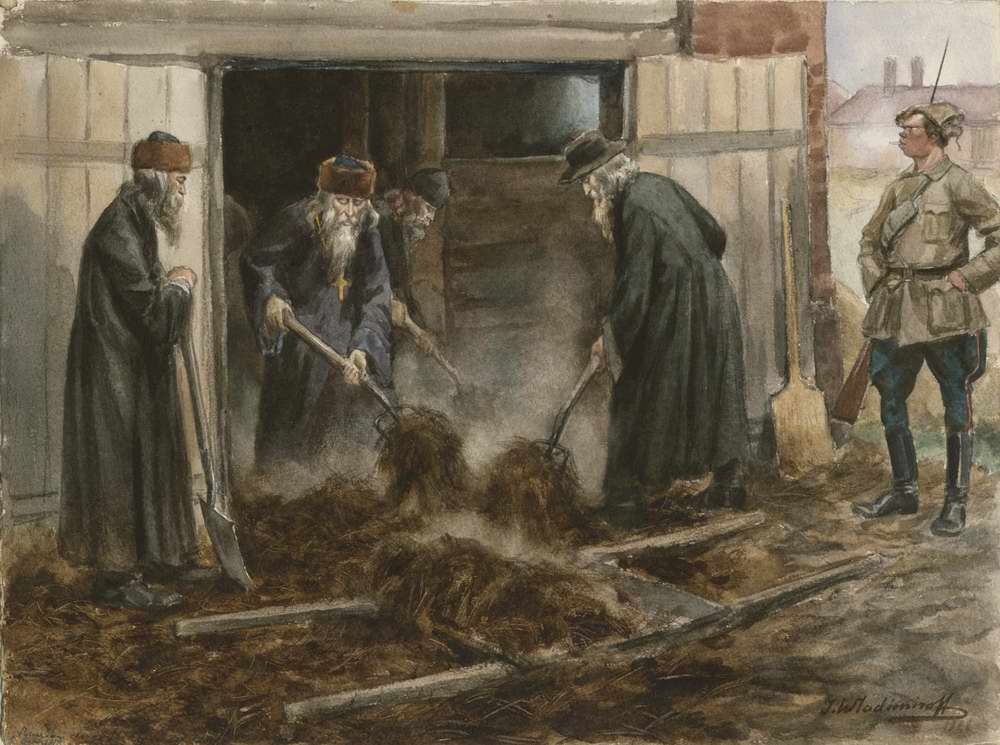
Cleros en el trabajo forzoso, por Iván Vladimirov

El comunismo de guerra comprendía las siguientes políticas:
- Febrero de 1919,[6] se implementó formalmente la prodrazvyorstka, una campaña de requisas de granos que recogía los excedentes a los campesinos para redistribuirlos entre la población.[1] Este cambio se reflejó en enero, cuando la búsqueda desordenada de los excedentes agrícolas, iniciadas el anterior año, se reemplazó por un sistema centralizado y planificado de requisas. Cada provincia, distrito, cantón y comunidad aldeana debía entregar al Estado una cuota fijada por adelantado en función de las cosechas estimadas.[5]
- 14 de marzo: se otorga a las milicias locales de Siberia del ministerio de interior los siguientes derechos:

1. Para cerrar aquellas sociedades y uniones cuyas actividades representan una amenaza para la seguridad estatal y el orden social.
2. Para prohibir todo tipo de paro y de huelga, así como toda actividad orientada a preparar los mismos.

Después, en ambos casos, los sospechosos serían llevados  ante un tribunal militar.
- En 1920, se abandonó el recaudo de granos en diversas zonas.[1]

- En diciembre de ese año fue aprobada la nacionalización de todas las empresas con más de cinco trabajadores.[5]

- Los alimentos y la mayoría de artículos esenciales fueron racionados y distribuidos de una manera centralizada.

Algunas políticas informales o bien paralelas que ayudaron a establecer el régimen económico fueron:
- El establecimiento de un aparato represor mediante el Ejército Rojo y la Cheka.
- La represión del Terror Rojo en el campo y las fábricas.
- La guerra contra la reacción del Ejército Blanco.
- La destrucción del mercado,[5] más bien como consecuencia de la mala gestión económica.
- La abolición legal de la propiedad privada.[9]

## Economía y administración
1. Nacionalización de todas las industrias y la introducción de una estricta centralización.[5]
2. Control estatal del comercio exterior
3. Estricta disciplina para los trabajadores, con huelgas prohibidas
4. obligación laboral por parte de las clases no trabajadoras ("militarización del trabajo", incluida una versión temprana del Gulag)
5. Prodrazvyorstka – requisición del excedente agrícola (en exceso de un mínimo absoluto) de los campesinos para su distribución centralizada entre la población restante
6. Racionamiento de alimentos y la mayoría de los productos básicos, con distribución centralizada en los centros urbanos
7. Las empresas privadas prohibidas
8. Control al estilo militar de los ferrocarriles

## El arte durante comunismo de la guerra
El entusiasmo postrevolucionario, la tradición rusa del modernismo, la eliminación del zarismo y la organización del Proletkult (cultura proletaria) impulsaron la diversidad de la expresión artística durante el período del comunismo de guerra.

## Controversia respecto a la política
La finalidad del comunismo de guerra es un asunto de controversia. Algunos comentaristas, incluidos varios de los bolcheviques, han argumentado que su único objetivo era ganar la guerra. Lenin, por ejemplo, dijo que «la confiscación de los excedentes de los campesinos fue una medida con la que cargamos por las condiciones imperativas de los tiempos de guerra».
Otros bolcheviques de izquierda percibieron la liquidación del mercado como un paso adelante hacia el comunismo. En 1919, Nikolái Bujarin y Yevgueni Preobrazhenski, en el trabajo ABC del comunismo, respaldaron el creciente control del Estado en todas las esferas de la actividad económica junto con la casi desaparición del dinero y los intercambios comerciales. Bujarin, declaró: «concebimos al comunismo de guerra como universal, por así decirlo una forma 'normal' de la política económica del proletariado victorioso, y no como algo relacionado con la guerra, es decir, conforme a un Estado definido por la guerra civil».
Comentaristas, como el sociólogo Zygmunt Bauman, el historiador Richard Pipes, el filósofo Michael Polanyi, y los economistas como Paul Craig Roberts o Sheldon L. Richman, han argumentado que el comunismo de guerra fue en realidad un intento de eliminar de inmediato la propiedad privada, la producción de mercancías y el intercambio de mercado, y de ese modo implementar la economía comunista, de la que los dirigentes bolcheviques esperaban un aumento inmediato y a gran escala en la producción económica. 
Otros llegan a cuestionar si el comunismo de guerra representó una política económica real en el sentido estricto de la palabra, o simplemente un conjunto de medidas desesperadas destinadas a ganar la guerra civil a cualquier costo.

## Resultados

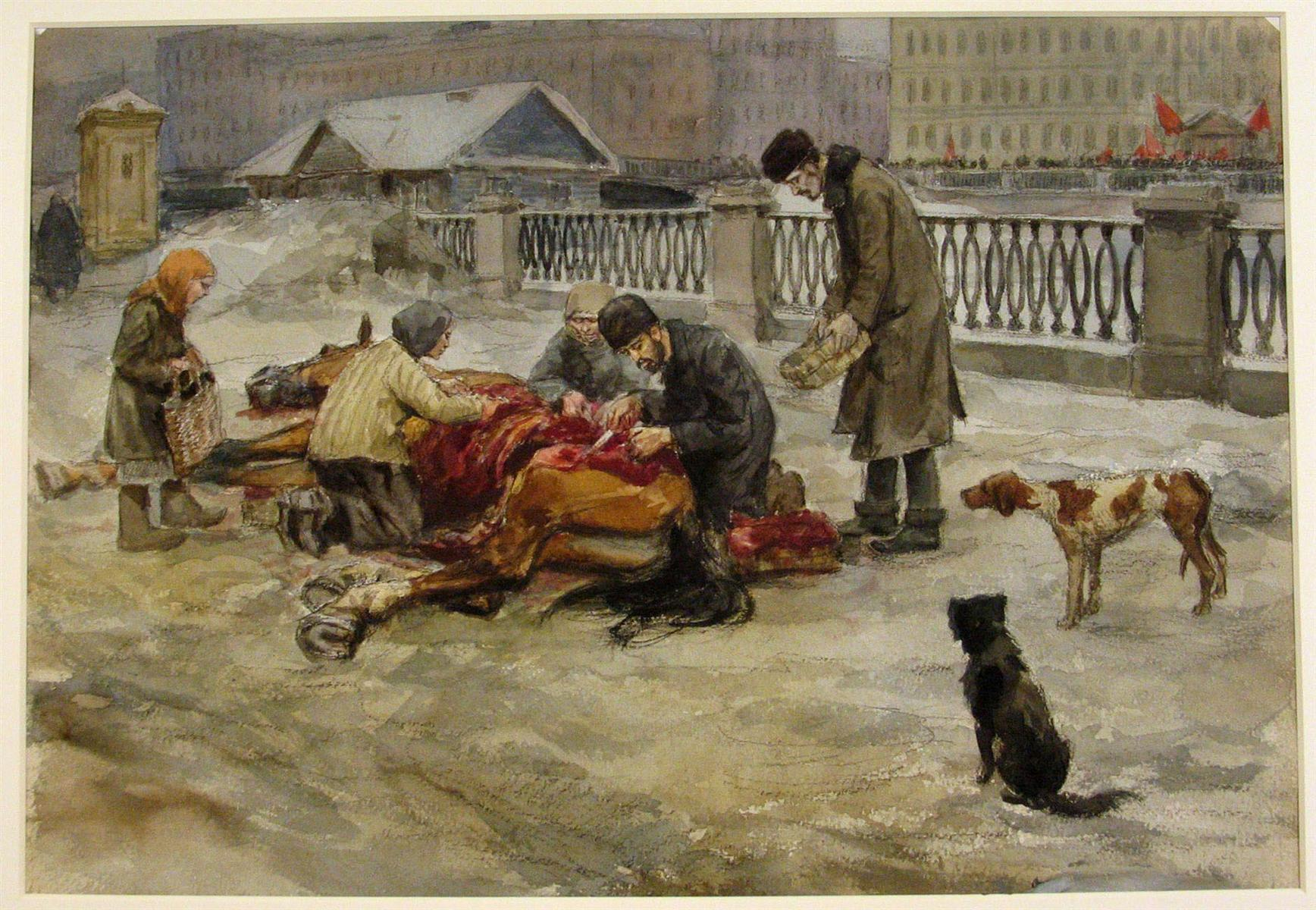
Hambruna, por Iván Vladimirov

Las políticas hicieron que la economía fuera centralizada y planificada por el gobierno del partido.
Debido a que todas estas medidas se aplicaron en una época de guerra civil, eran mucho menos coherentes y coordinadas en la práctica de lo que podría aparecer en el papel. Las áreas extensas de Rusia estaban fuera del control de los bolcheviques, y la pobre comunicación significó que incluso las regiones leales al gobierno bolchevique a menudo tuvieran que actuar por su propia cuenta, sin ninguna orden o coordinación central de Moscú.
Los propios líderes bolcheviques creían que la campaña de requisa de granos en el periodo de 1918 a 1919 había traído un éxito limitado. Las autoridades sólo habían obtenido dos quintas partes de lo que se había previsto. Aunque de hecho, la cosecha de 1919 fue mucho mejor que la de 1918.
El sistema de distribución central no proveía más de la mitad de lo que requería la población urbana. En 1919, los trabajadores de la zona norte de consumo sólo recibían el 35 % de los cereales destinados por ración y lo demás lo compensaban mediante trueques e intercambios en el mercado libre; en las regiones productoras pasaba lo mismo. Se creó un mercado negro de vías informales  que solventó en gran parte al consumo de las ciudades, en lugar del sistema de raciones.
Hubo un superávit en las cosechas durante los dos primeros años en las distintas regiones productivas (región económica de tierra negra, Volga Vyatka, mediano y bajo Volga, los Urales, norte del Cáucaso, oeste de Siberia, Ucrania y la zona de producción). Al mismo tiempo que la compra gubernamental de granos aumentó. Pero a partir de 1920, empezó a haber un déficit generalizado a causa de las requisas.
El Vesenja se enfrentó a tareas que excedían su capacidad, y como resultado de estos procesos, la producción declinó vertiginosamente en todas las ramas de la industria: el índice 100 asignado a la producción de 1913, en 1920 era de 20,4. La caída fue mucho mayor en las industrias de gran escala.
Durante la guerra civil, el dinero perdió su valor por el uso de lo que dirigentes bolcheviques como Bujarin denominaron "la ametralladora del papel moneda", con el fin de financiar la guerra y de eliminar a la burguesía; a causa de esto se recurrió al trueque y a la corrupción como única forma de conseguir alimentos.
Como resultado de la hambruna y la destrucción del mercado, entre otros factores, una serie de huelgas obreras y rebeliones campesinas (como la Rebelión de Tambov) se desencadenaron por todo el país. Las revueltas campesinas comenzaron en el verano de 1918, se ampliaron en 1919-1920 y culminaron durante el invierno de 1920-1921. El hambre que azotó a las aldeas a partir de esta fecha puso fin a los motines. Tras la guerra civil, el proletariado se debilitó considerablemente.
Las requisas, las restricciones en el campo y las raciones desiguales crearon un punto de inflexión: la Rebelión de Kronstadt de 1921, en la base naval. Tres días después de que se sofocó la rebelión, se finalizó la política del Comunismo de guerra y se sustituyó por la Nueva Política Económica (NEP).
Los trabajadores comenzaron a emigrar de las ciudades al campo, donde las posibilidades de alimentarse eran mayores. Entre 1918 y 1920, Petrogrado perdió el 75 % de su población, mientras que Moscú perdió el 50 %. En 1921, la industria pesada se había reducido a niveles de producción del 20 % en relación con 1913. El 90 % de los salarios eran «pagados con bienes». El 70 % de las locomotoras necesitaban de reparación y la requisición de alimentos, combinada con los efectos de los 7 años de guerra y una grave sequía, contribuyeron a una hambruna que causó entre 3 y 10 millones de muertes.

## Demografía
Varios historiadores e investigadores señalan diversos aumentos en la mortandad que se muestran a continuación:
| N. M. Dronin y E. G. Bellinger | Año                   |
| ------------------------------ | --------------------- |
| 2,98 %                         | 1918                  |
| 5,04 %                         | Primera mitad de 1919 |
| 3,9 %                          | Segunda mitad de 1919 |
| 4,64 %                         | 1920                  |
| 2,55 %                         | 1921                  |